# 俄羅斯藍貓
俄羅斯藍貓（Russian Blue），為寵物貓的品種之一，亦名阿克漢格藍貓（該名稱源自該貓種的原產地俄羅斯阿爾漢格爾斯克港）。過去這種貓的毛色只有藍色，1970年代培育出了黑白毛色的俄羅斯藍貓。純種的俄羅斯藍貓呈中等深度的灰藍色，在貓的毛色中并不常見，故被視為一種貴族貓。俄羅斯藍貓起名為其身上藍色間雜銀色漸層的毛髮。俄羅斯藍貓廣為世人所知是它的聰穎與好玩，以及在陌生人面前的靦腆害羞的個性。由於俄羅斯藍貓的個性 （或者所謂的「貓格」) 與特殊的毛色使得他們在人群中頗為吃香，並且發展出與喜愛的人們極親密的感情。

## 起源
相異於許多現代的貓種，俄羅斯藍貓是一種純天然生成、未經人工育種的貓種，相信起源於俄羅斯阿爾漢格爾斯克港（意譯為｢天使長港｣） 。在1860年代俄羅斯藍貓就被帝俄水手由該港帶到北歐及英國，在1875年才在英格蘭的水晶宮第一次登記為阿克漢格貓。直到1912年俄羅斯藍貓在與其他品種藍貓（例如英國藍貓、法國沙特爾貓、及泰國科拉特貓）的相較下，才被給予正式的等級區別。
最初一直到二戰之後在俄羅斯與斯堪地那維亞地區之外才有其他地區開始培育俄羅斯藍貓；由於二戰期間交通中斷，造成純種藍貓血緣狹窄化，所以有一些培育者開始進行俄羅斯藍貓與暹羅貓的混種交配。儘管這個混種貓在二戰前已經存在於美國，不過也要到戰後由培育者培育成今天在美國境內所謂的｢現代版｣的俄羅斯藍貓。
基於俄羅斯藍貓優異的基因特性，使其常被用作培育出新的貓種，例如哈瓦那棕貓（得名自其毛色接近哈瓦那雪茄，具有暹邏貓的血統）或是調整現存貓種的基因，例如尼伯龍貓（其名源自於德國著名中世紀史詩尼伯龍根之歌）。俄羅斯藍貓的血統經常在灰藍色相間短毛的貓種上存在。
在1970年代早期，一位名為瑪維斯瓊斯的澳洲籍育貓人士藉由俄羅斯藍貓與本土的白貓培育出一種全白的俄羅斯藍貓（被稱為｢俄國白貓｣。到了70年代晚期，俄國白貓以及俄國黑貓被澳洲的愛貓者認同為俄國貓種之一。不過就算是於澳洲、南非及英國的國際寵貓協會認同俄國白貓與俄國黑貓為俄羅斯藍貓過渡性的貓種，美國愛貓者協會 (CFA) 本身拒絕承認這變種的俄羅斯藍貓。

## 體型特徵
原則上俄羅斯藍貓是不能與英國藍貓有所混淆或混為一談; 英國藍貓本身血統的定位還不是很明確, 甚至可以說所謂英國藍貓不過就是藍色的英國短毛貓. 俄羅斯藍貓當然也不同於法國沙特洛貓, 以及泰國科拉特貓, 雖然後者也是自然生成的藍貓系列, 也都有類似的特徵. (俄羅斯藍貓與英國短毛貓的區別包括體型, 前者均小於後者; 英國短毛貓的肌肉健壯, 胸寬並且兩頰豐滿,後腿短; 顯然不同於偏向仙風道骨型的俄羅斯藍貓).

## 生長與成熟
俄羅斯藍貓的平均預期壽命約15-20歲，最多甚至活25年，並鮮少有健康上的問題，因為他們往往沒有遺傳基因上的問題，較不容易生病。俄羅斯藍貓是一個中等體型的貓，生長完全的平均重量約3.5至7千克（7.7至15.4磅）。公貓通常會比母貓大。他們的妊娠期約65天。

## 行為特徵
俄羅斯藍貓廣為人知的包括其學習能力與自主能力；他們能夠學習開門與開窗到熟悉一如本能的程度 (會開門窗但是不會關閉門窗；有嬰幼兒的家庭要注意這種現象)，也會從事取拾物品的動作或行為，還能感受到人類感情的變化。
他們亦如孩童般需要多種的玩具，並且對自己喜愛的特定對象投注極端地忠誠；俄羅斯藍貓也很容易與家中其他的份子與寵物打成一片。俄羅斯藍貓相當地安靜並且注重本身的清潔；如果說俄羅斯藍貓有什麼缺點就是通常對陌生人感到害羞，除非主人一家都很活潑外向才會造成影響，不過就培育者之間的說法是公的俄羅斯藍貓遠較母貓來的活潑主動。

## 過敏
轶事证据表明，轻度至中度过敏的人可能對俄罗斯蓝貓耐受更好。据推测，俄罗斯蓝貓产生的Fel d 1蛋白较少（猫过敏症的一种来源）。较厚的皮毛可能也讓过敏原更多的裹在猫的皮肤。此蛋白是猫过敏症的一种来源，但这并不意味着它们适合与对猫过敏的人一起生活，因为它们仍然会引起過敏，只不過在不長时间内過敏較輕。